# Saison 2025-2026 des Warriors de Golden State
La saison 2025-2026 des Warriors de Golden State est la 80e saison de la franchise en NBA et la 64e dans la région de la baie de San Francisco.

## Draft
| Tour | Choix | Joueur    | Poste | Nationalité | Provenance           |
| ---- | ----- | --------- | ----- | ----------- | -------------------- |
| 2    | 41    | Koby Brea | SG    | États-Unis  | Wildcats du Kentucky |

## Matchs

### Summer League
| Summer League Total: 4-4 |

| Match | Date match | Équipe      | Score   | Meilleur marqueur | Meilleur rebondeur  | Meilleur passeur    | Lieux Spectateurs      | Série |
| ----- | ---------- | ----------- | ------- | ----------------- | ------------------- | ------------------- | ---------------------- | ----- |
| 1     | 5 juillet  | L.A. Lakers | V 89-84 | Mobley, Rowe (13) | Bolden, Rowe (8)    | Taran Armstrong (6) | Chase Center 8 398     | 1 - 0 |
| 2     | 6 juillet  | San Antonio | D 88-90 | LJ Cryer (19)     | Ja'Vier Francis (7) | Jules Bernard (3)   | Chase Center 8 812 498 | 1 - 1 |
| 3     | 8 juillet  | Miami       | D 79-93 | Jackson Rowe (14) | Alex Toohey (6)     | Taran Armstrong (7) | Chase Center 8 812 498 | 1 - 2 |

| Match | Date match | Équipe    | Score    | Meilleur marqueur  | Meilleur rebondeur  | Meilleur passeur       | Lieux Spectateurs      | Série |
| ----- | ---------- | --------- | -------- | ------------------ | ------------------- | ---------------------- | ---------------------- | ----- |
| 1     | 11 juillet | Portland  | D 73-106 | Richard, Rowe (12) | Isaiah Mobley (5)   | Taran Armstrong (7)    | Cox Pavilion 0         | 0 - 1 |
| 2     | 13 juillet | Utah      | V 103-93 | Gabe Madsen (22)   | Trois joueurs (7)   | Coleman Hawkins (4)    | Thomas & Mack Center 0 | 1 - 1 |
| 3     | 15 juillet | Memphis   | V 96-84  | Jackson Rowe (14)  | Jackson Rowe (6)    | Cryer, Shackelford (4) | Thomas & Mack Center 0 | 2 - 1 |
| 4     | 17 juillet | Toronto   | D 69-81  | Chris Manon (14)   | Chris Manon (9)     | Will Richard (4)       | Cox Pavilion 0         | 2 - 2 |
| 5     | 19 juillet | Cleveland | V 82-71  | Chris Manon (17)   | Ja'Vier Francis (7) | Bez Mbeng (3)          | Cox Pavilion 0         | 3 - 2 |

### Pré-saison
| Pré-saison Total: 0-0 (Domicile : 0-0; Extérieur : 0-0) |

### Saison régulière
| Saison régulière Total: 0-0 (Domicile : 0-0; Extérieur : 0-0) |